# Katie Blair

Katherine Amanda Blair (29 de diciembre de 1987, Billings, Montana, Estados Unidos), es una modelo estadounidense, ganadora de Miss Montana Teen Estados Unidos 2006 y posteriormente de Miss Teen Estados Unidos 2006, y la primera concursante de Montana en alcanzar la final de Miss California Estados Unidos 2011, donde obtuvo el título ya que la ganadora Alyssa Campanella, ganó Miss Estados Unidos 2011.

## Participaciones en concursos de belleza
Blair representaba a Montana en el Miss Teen USA 2006 celebrado en Palm Springs, California el 15 de agosto de 2006, y se convirtió en la primera concursante de Montana.
Allie LaForce de Ohio, coronó a Blair como la nueva Miss Teen USA. Melissa Lingafelt de Carolina del Norte quedó en segundo lugar. Antes de la victoria de Blair en el desfile televisado a nivel nacional, Montana había sido el único estado en los 23 años de historia de la competición que nunca había tenido una semifinalista.
Durante la última fase de la competición, que es la base para la clasificación de los jueces finales de los concursantes, su respuesta a la pregunta de la entrevista final, fue considerada por algunos observadores como incorrecta. A la pregunta formulada por el juez Carl Lewis para describir lo que significaba para ella la integridad, Blair respondió que el término significaba una ambición sin cuartel para alcanzar sus metas.
La pregunta hacia Blair fue la única pregunta un poco objetiva, a las demás concursantes se les preguntó sobre sus opiniones sobre una amplia variedad de temas, tales como la edad de conducir y problemas de los adolescentes y su imagen.
La victoria de Katie Blair incluía como premio un contrato de modelaje por un año con Trump Model Management y una beca para la Escuela de Cine y Televisión en Nueva York, así como una aparición especial en la telenovela Pasiones de NBC.
El 24 de agosto de 2007, Blair le pasa su título a Hillary Cruz de Colorado.

## Reinado como Miss Teen USA
Blair pasó sus años como titular en la ciudad de Nueva York, viviendo en un apartamento de Trump Place con Miss Universo y Miss USA 2006, Tara Conner. Durante su reinado, Blair hizo apariciones para recaudar dinero para caridad.
Blair vivió en Sugar Land, Texas la mayor parte de su vida, y asistió a la escuela en la Escuela Secundaria Stephen F. Austin. Se graduó en Billings West High School en 2006, y tenía previsto asistir a la Universidad Estatal de Louisiana, pero pospuso su inicio en la universidad durante su reinado.
Después de su victoria, Blair dio entrevistas a medios de comunicación diferentes, incluyendo WPIX Nueva York y Dayside en Fox News. En septiembre de 2006, volvió a Billings, Montana, para su regreso oficial como Miss Teen USA. El Ayuntamiento anunció el día como "Día de Katie Blair" y le otorgó la llave de la ciudad. Ella coronó a Chelsea Nelson, también de Billings, como la siguiente Miss Montana Teen 2007.